# ОРДЖИ
ОРДЖИ (кит. упр. 奥瑞金, пиньинь  ào ruì jīn, палл. O.R.G. технологии Компания) — профессиональный хоккейный клуб из Пекина (Китай), основанный в 2018 году для участия в ВХЛ. Сезон 2018—2019 играл под названием КРС-ОЭРДЖИ.
В сезоне 2019—2020 клуб занял в своей Конференции 13-е место и не попал в плей-офф. Во-второй половине чемпионата из-за пандемии коронавируса команда была вынуждена играть домашние матчи в России.
Сезон 2020—2021 команда пропустила из-за пандемии коронавируса.